# Gel d'afaitar
Un  gel d'afaitar  autoescumant és una modificació de les escumes d'afaitar tradicionals. Actualment aquests productes s'estan fent molt populars. La seva fórmula és semblant a la d'una escuma d'afaitar diferenciant-se d'aquestes en el sistema de condicionament.
Els gels s'envasen en un aerosol que conté una bossa de plàstic al seu interior que impedeix el contacte de la fórmula sabonosa amb el gas propel·lent. Els gels surten de l'aerosol com un gel estable. La fórmula del gel inclou un hidrocarbur del tipus isopentà, isobutà, o hexà. Aquest hidrocarbur en contacte amb la calor de la pell (32-35 °C) entra en ebullició transformant el gel en escuma.
Els gels d'afaitar són més cars que les escumes però igual d'eficaços que aquestes.
A més de sabó de trietanolamina, els gels d'afaitar se solen formular amb extractes vegetals i ingredients actius com ara el bisabolol, acetat de tocoferil, pantenol i al·lantoïna.